# OK Pan Aarhus
Orienteringsklubben Pan Aarhus (OK Pan Aarhus) er en dansk orienteringsklub hjemhørende i Aarhus. Klubben har til huse til den gamle vandmølle Silistria, der ligger midt i Marselisborgskovene.
Klubben har pr. 1. april 2014 275 medlemmer, og den er organiseret under Dansk Orienterings-Forbund.

## Historie
Klubben blev stiftet den 23. oktober 1946 på det aarhusianske spisested Kroen i Krogen, hvilket gør den til Danmarks ældste orienteringsklub. Navnet stammer fra græsk mytologi, hvor guden for dyr- og geder Pan, ligeledes er beskytter af jægere og skovens veje. Klubben hørte de første mange år hjemme på Aarhus Stadion.
Det første "rigtige" orienteringskort blev tegnet af brødrene Flemming og Leif Nørgaard. Kortet var over Marselisborgskovene. Efterfølgende arrangerede klubben en hverve-kampagne, hvor omkring 1.000 mennesker løb orienteringsløb fordelt på tre weekender. Udgangspunktet var Silistria, der var en gammel og forfalden vandmølle syd for Marselisborg Dyrehave. Dette arrangement blev gentaget året efter, hvor omkring 2.000 deltog.[kilde mangler]
I 1974 var OK Pan medarrangør af verdensmesterskabet i orienteringsløb, der blev afviklet i Silkeborgskovene. Medlem af OK Pan, Mona Nørgaard, blev den første danske verdensmester, idet hun vandt dame-klassen dette år. Samme år lykkedes det klubben at få Silistria stillet til rådighed som klubhus. Efter en grundig istandsættelse kunne Silistria indvies året efter.
I 1999 arrangerede klubben veteran-VM, der med 3.600 deltagere, blev det største orienteringsløb i Danmark.
Klubben har siden år 2000 været arrangør af den aarhusianske udgave af Femina Kvindeløb, hvilket har øget klubben indtægter og kunne muliggøre, at der blev ansat en sekretær og trænere.
I 2006 stod klubben sammen med seks andre orienteringsklubber – Silkeborg OK, Horsens OK, Mariager Fjord OK, Viborg OK, Herning OK og St. Binderup OK – bag VM i orienteringsløb i Danmark. På åbningsdagen fik Claus Hallingdal Bloch bronze på sprintdistancen, som blev afholdt i Mindeparken i Aarhus.
I starten af 2010'erne samledes nogle af Danmarks bedste kvindelige orienteringsløbere i Aarhus, og OK Pan etablerede en egentlig satsning på eliten.

## Meritter
- DM for Klubhold 1986, 1989, 2011, 2013, 2014, 2016, 2019 og 2022[5]
- Venla vinder 2013 og 2014
- 10MILA damestafetten vinder 2014 og 2016

## Notable løbere
- Mona Nørgaard
- Claus Hallingdal Bloch
- René Rokkjær
- Ida Bobach
- Signe Søes
- Cecilie Friberg Klysner (Internationalt)
- Maja Alm (Internationalt)
- Emma Klingenberg (Internationalt)
- Rasmus Djurhuus
- Søren Bobach
- Tue Lassen (Internationalt)

## Fodnoter
1. ↑   http://okpan.dk
2. 1 2   Arkiveret 3. maj 2014 hos  Wayback Machine Dansk Orienterings-Forbund
3. ↑  DO-F's medlemsklubber Arkiveret 15. juli 2013 hos  Wayback Machine Dansk Orienterings-Forbund
4. ↑  En klub fra 40'erne Arkiveret 23. september 2015 hos  Wayback Machine Dansk Orienterings-Forbund
5. ↑  Dansk Orienterings-Forbund, Resultater fra Danske mesterskaber, do-f.dk, hentet 4. september 2023